# Ernie DiGregorio
Ernest "Ernie" DiGregorio (ur. 15 stycznia 1951 w North Providence) – amerykański koszykarz włoskiego pochodzenia, występujący na pozycji rozgrywającego, debiutant roku NBA z 1974.
Zasłynął z podań za plecami podczas występów na uczelni Providence. Trzykrotnie wybierano go MVP zespołu. Wspólnie z Marvinem Barnesem poprowadzili zespół do Final Four NCAA w 1973. DiGregorio został wtedy zaliczony do I składu All-American. 
Po ukończeniu uczelni przystąpił do draftu NBA. Został w nim wybrany z numerem 3 przez Buffalo Braves. Jako debiutant notował średnio 15,2 punktu, 8,2 asysty i 2,7 zbiórki. W kategorii asyst oraz skuteczności rzutów wolnych (90,2%) został liderem NBA. W drugiej ze wspomnianych statystyk został też rekordzistą NBA, w kategorii graczy debiutujących w lidze. Został uznany za debiutanta roku, zaliczono go również do NBA All-Rookie Team. Ustanowił także rekord NBA, notując jako debiutant aż 25 asyst w jednym spotkaniu. Rezultat ten jest nadal aktualnym rekordem, współdzielonym od 1987 roku z Nate'em McMillanem.
Podczas rozgrywek 1976/77 został po raz drugi w karierze liderem NBA w skuteczności rzutów wolnych - 94,5%, ustanawiającym tym samym nowy rekord ligi. 
Po rozegraniu zaledwie 27 spotkań sezonu 1977/78 DiGregorio został sprzedany do Los Angeles Lakers. W ich barwach rozegrał zaledwie 25 spotkań, po czym został zwolniony. Jeszcze w trakcie tych samych rozgrywek podpisał jako wolny agent umowę z Boston Celtics. Do końca rozgrywek występował jednak wyłącznie podczas sparingów zespołu. po tym epizodzie już nigdy więcej nie pojawił się na parkietach NBA. Karierę zakończył jednak oficjalnie dopiero w 1981 roku.
W 1999 roku został wybrany do - National Italian American Sports Hall of Fame.

## Osiągnięcia

### NCAA
- Uczestnik Final Four NCAA (1973)[7]
- MVP Regionu Wschodu NCAA[7]
- Zaliczony do I składu:
  - NCAA Final Four (1973)[7]
  - All-American (1973)[3]
- Laureat nagrody - Eastern Player of the Decade for the 1970s (ECAC)[7]
- Zdobywca nagrody Lapchick Award (1973)[2]

### NBA
- Debiutant Roku NBA (1974)[1]
- Wybrany do NBA All-Rookie Team (1974)[8]
- Lider NBA w asystach (1974)[9]
- 2-krotny lider NBA pod względem skuteczności rzutów wolnych (1974, 1977)[10]